# Раївська сільська рада (Радомишльський район)
Раївська сільська рада — колишня адміністративно-територіальна одиниця та орган місцевого самоврядування у Ставищенському і Радомишльському районах Малинської й Волинської округ, Київської та Житомирської областей Української РСР з адміністративним центром у селі Раївка.

## Населені пункти
Сільській раді на час ліквідації були підпорядковані населені пункти:
- с. Раївка;
- х. Райки.

## Історія та адміністративний устрій
Створена 1923 року в с. Раївка Ставищенської волості Радомисльського повіту Київської губернії. 16 січня 1923 року підпорядковано хутори Райки ліквідованої Райківської сільської ради та Нова Гребля ліквідованої Ново-Гребельської сільської ради Ставищенської волості. 7 березня 1923 року увійшла до складу новоствореного Ставищенського району Малинської округи. Станом на вересень 1924 року в підпорядкуванні значився х. Довга Гребля. 13 березня 1925 року, відповідно до постанови ВУЦВК «Про поточний розподіл території зліквідованої Малинської округи на Київщині між Київщиною й Волинню», сільську раду передано до складу Радомишльського району Житомирської (згодом — Волинська) округи. Станом на 13 лютого 1928 року в підпорядкуванні числився х. Марків Рівчак, х. Довга Гребля на обліку не значився. На 1 жовтня 1941 року хутори Марків Рівчак та Нова Гребля не перебували на обліку населених пунктів.
Станом на 1 вересня 1946 року сільська рада входила до складу Радомишльського району Житомирської області, на обліку в раді перебували с. Раївка та х. Райки.
Ліквідована 11 серпня 1954 року, відповідно до указу Президії Верховної ради Української РСР «Про укрупнення сільських рад по Житомирській області», територію та населені пункти ради приєднано до складу Раковицької сільської ради Радомишльського району Житомирської області.